# 日本のテレビアニメ作品一覧 (あ行)
- アニメ > テレビアニメ > 日本のテレビアニメ作品一覧 > 日本のテレビアニメ作品一覧 (あ行)
- アニメ > アニメ作品一覧 > 日本のテレビアニメ作品一覧 > 日本のテレビアニメ作品一覧 (あ行)

日本のテレビアニメ作品一覧 (あ行)（にほんのテレビアニメさくひんいちらん (あぎょう)）は「あ行」で始まる日本のテレビアニメ作品一覧。

## あ
- ああっ女神さまっ 小っちゃいって事は便利だねっ - OLM
  - ああっ女神さまっ - AIC
  - ああっ女神さまっ それぞれの翼 - AIC
  - ああっ女神さまっ 闘う翼（特別編） - AIC
- アイアンマン - マッドハウス
- あいうら - LIDENFILMS
- アイカツ! - サンライズ
  - アイカツ!（2ndシーズン） - サンライズ
  - アイカツ!（3rdシーズン） - サンライズ
  - アイカツ!（4thシーズン） - サンライズ
- アイカツオンパレード! - BN Pictures
- アイカツスターズ! - BN Pictures
  - アイカツスターズ!（2ndシーズン） - BN Pictures
- アイカツフレンズ! - BN Pictures
  - アイカツフレンズ!（2ndシーズン） - BN Pictures
- アイカツプラネット! - BN Pictures
- アイシールド21 - ぎゃろっぷ
- 愛してナイト - 東映動画
- 愛してるぜベイベ★★ - 東京ムービー
- 愛少女ポリアンナ物語 - 日本アニメーション
- アイ★チュウ - Lay-duce
- 愛天使伝説ウェディングピーチ - ケイエスエス
- アイドールズ! - シンエイ動画
- アイドリッシュセブン - TROYCA
  - アイドリッシュセブン Second BEAT! - TROYCA
  - アイドリッシュセブン Third BEAT! - TROYCA
- アイドル事変 - MAPPA / VOLN
- アイドルタイムプリパラ - タツノコプロ、DONGWOO A&E
- アイドル天使ようこそようこ - 葦プロダクション
- アイドル伝説えり子 - 葦プロダクション
- アイドルマスター SideM - A-1 Pictures
  - アイドルマスター SideM 理由あってMini! - ゼロジー
- アイドルマスター シャイニーカラーズ-  ポリゴン・ピクチュアズ
  - アイドルマスター シャイニーカラーズ 2nd season - ポリゴン・ピクチュアズ
- アイドルマスター シンデレラガールズ - A-1 Pictures
  - アイドルマスター シンデレラガールズ U149 - CygamesPictures
- アイドルマスター シンデレラガールズ劇場（第1期） - ギャザリング
  - アイドルマスター シンデレラガールズ劇場（第2期） - ギャザリング
  - アイドルマスター シンデレラガールズ劇場（第3期） - ギャザリング
  - アイドルマスター シンデレラガールズ劇場 CLIMAX SEASON - ギャザリング
- アイドルマスター XENOGLOSSIA - サンライズ
- アイドルマスター ミリオンライブ! - 白組
- アイドルメモリーズ - セブン
- 愛の学校クオレ物語 - 日本アニメーション
- 愛の戦士レインボーマン - テレビ朝日
- 愛の若草物語 - 日本アニメーション
- あぃまぃみぃ!ストロベリー・エッグ - TNK
- 藍より青し - J.C.STAFF
  - 藍より青し〜縁〜 - J.C.STAFF
- アウトブレイク・カンパニー - feel.
- アオアシ - Production I.G
- あおおに〜じ・あにめぇしょん〜 - スタジオディーン
- 蒼い世界の中心で - フィフスアベニュー
- 青い花 - J.C.STAFF
- 青いブリンク - 手塚プロダクション
- 蒼き伝説 シュート! - 東映動画
- 蒼き鋼のアルペジオ -アルス・ノヴァ- - サンジゲン
- 蒼き流星SPTレイズナー - 日本サンライズ
- 青の祓魔師 - A-1 Pictures
  - 青の祓魔師 京都不浄王篇 - A-1 Pictures
  - 青の祓魔師 島根啓明結社篇 - A-1 Pictures
  - 青の祓魔師 雪ノ果篇 - A-1 Pictures
  - 青の祓魔師 終夜篇 - A-1 Pictures
- 青のオーケストラ - 日本アニメーション
- 蒼の彼方のフォーリズム - GONZO
- アオのハコ - テレコム・アニメーションフィルム
- 青のミブロ - MAHO FILM
- アオハライド - Production I.G
- 青春×機関銃 - ブレインズ・ベース
- 赤い光弾ジリオン - タツノコプロ
- 赤髪の白雪姫 - ボンズ
  - 赤髪の白雪姫 2ndシーズン - ボンズ
- 赤き血のイレブン - 東京テレビ動画
- 赤毛のアン - 日本アニメーション
- アガサ・クリスティーの名探偵ポワロとマープル - OLM
- 赤ずきんチャチャ - ぎゃろっぷ
- 赤ちゃんと僕 - スタジオぴえろ
- 暁のヨナ -  studioぴえろ
- 赤胴鈴之助 - 東京ムービー
- あかね色に染まる坂 - TNK
- あかねさす少女 - ダンデライオンアニメーションスタジオ / オクルトノボル
- あかねちゃん - 東映動画
- あかほり外道アワーらぶげ - RADIX
- アカメが斬る! - WHITE FOX
- アキカン! - ブレインズ・ベース
- アキハバラ電脳組 - 葦プロダクション
- アキバ冥途戦争 - P.A.WORKS
- 亜空大作戦スラングル - 国際映画社
- アクエリアンエイジ Sign for Evolution - マッドハウス
- アクションヒロイン チアフルーツ - ディオメディア
- アクセル・ワールド - サンライズ
- 惡の華 - ゼクシズ
- アクダマドライブ - スタジオぴえろ
- アクティヴレイド -機動強襲室第八係- - プロダクションアイムズ
  - アクティヴレイド -機動強襲室第八係- 2nd - プロダクションアイムズ
- 悪魔くん - 東映動画
- 悪魔城のプリンス 三つ目がとおる - 東映動画
- 悪魔のリドル - ディオメディア
- 悪役令嬢転生おじさん - 亜細亜堂
- 悪役令嬢なのでラスボスを飼ってみました - MAHO FILM
- 悪役令嬢レベル99 〜私は裏ボスですが魔王ではありません〜 - 寿門堂
- アクロトリップ - Voil
- あげおとティム - 小学館集英社プロダクション
- 明日ちゃんのセーラー服 - CloverWorks
- 朝霧の巫女 - カオスプロジェクト / ガンジス
- アサシンズプライド - EMTスクエアード
- あさっての方向。 - J.C.STAFF
- アサティール 未来の昔ばなし - マンガプロダクションズ、東映アニメーション
  - アサティール2 未来の昔ばなし - マンガプロダクションズ、東映アニメーション
- あさりちゃん - 東映動画
- アサルトリリィ BOUQUET - シャフト
- あした天気になあれ - 土田プロダクション
- あしたのジョー - 虫プロダクション
  - あしたのジョー2 - 東京ムービー新社
- 明日のナージャ - 東映アニメーション
- あしたの勇者たち - 東映動画
- あしたへアタック! - 日本アニメーション
- あしたへフリーキック - 葦プロダクション
- 亜人 - ポリゴン・ピクチュアズ
- アズールレーン - バイブリーアニメーションスタジオ
- あずきちゃん - マッドハウス
- アスタロッテのおもちゃ! - ディオメディア
- アストロガンガー - ナック
- アストロノオト - テレコム・アニメーションフィルム
- 明日のよいち! - AIC
- あずまんが大王 THE ANIMATION - J.C.STAFF
- あずみマンマ・ミーア - 東映動画
- アスラクライン - セブン・アークス
  - アスラクライン2 - セブン・アークス
- あそびあそばせ - Lerche
- あそびにいくヨ! - AIC PLUS+
- アソボット戦記五九 - エッグ
- あたしンち - シンエイ動画
- 安達としまむら - 手塚プロダクション
- アタッカーYOU! - ナック
- アタックNo.1 - 東京ムービー
- 新しい上司はど天然 - A-1 Pictures
- 新しい動画 3つのはなし - NHK
- あっくんとカノジョ - ゆめ太カンパニー
- あっちこっち - AIC
- 天晴爛漫! - P.A.WORKS
- アトム ザ・ビギニング - OLM、Production I.G、SIGNAL.MD
- あにトレ!EX - ライジングフォース
  - あにトレ!XX 〜ひとつ屋根の下で〜 - ライジングフォース
- アニマエール! - 動画工房
- アニマル横町 - ぎゃろっぷ / 同友アニメーション
- アニマル1 - 虫プロ
- アニメーション紀行 マルコ・ポーロの冒険 - マッドハウス
- アニメ親子劇場 - タツノコプロ
- アニメガタリズ - 咲鐘湖学園アニメ研究部 JY animation
- アニメ三銃士 - スタジオぎゃろっぷ
- アニメドキュメント ミュンヘンへの道 - 日本テレビ動画
- アニメで分かる心療内科 - For All
- アニメ80日間世界一周 - 日本アニメーション
- アニメンタリー 決断 - タツノコプロ
- あにゃまる探偵 キルミンずぅ - サテライト、ハルフィルムメーカー、JM ANIMATION
- あの夏で待ってる - J.C.STAFF
- あの日見た花の名前を僕達はまだ知らない。 - A-1 Pictures
- アパッチ野球軍 - 東映動画
- あはれ!名作くん - Pie in the sky
- 阿波連さんははかれない - FelixFilm
- 暴れん坊力士!!松太郎 - 東映アニメーション
- あひるの空 - ディオメディア
- アブソリュート・デュオ - エイトビット
- アフリカのサラリーマン - ANIMA & Co.
- アフロサムライ - ゴンゾ
- アベノ橋魔法☆商店街 - GAINAX
- アホガール - ディオメディア
- 甘々と稲妻 - TMS/3xCube
- あまえないでよっ!! - スタジオディーン
  - あまえないでよっ!!喝!! - スタジオディーン
- アマガミSS - AIC
  - アマガミSS+ plus - AIC
- 甘神さんちの縁結び - ドライブ
- 甘城ブリリアントパーク - 京都アニメーション
- あまつき - スタジオディーン
- あまんちゅ! - J.C.STAFF
  - あまんちゅ!〜あどばんす〜 - J.C.STAFF
- 雨色ココア - EMTスクエアード
  - 雨色ココア Rainy colorへようこそ! - EMTスクエアード
  - 雨色ココア in Hawaii - EMTスクエアード
  - あめこん!! - EMTスクエアード
  - 雨色ココア sideG - EMTスクエアード
- 天久鷹央の推理カルテ - project No.9
- 怪 〜ayakashi〜（あやかし） - 東映アニメーション
- あやかしトライアングル - CONNECT
- 妖しのセレス - スタジオぴえろ
- あらいぐまラスカル - 日本アニメーション
- 荒川アンダー ザ ブリッジ - シャフト
  - 荒川アンダー ザ ブリッジ×ブリッジ - シャフト
- あらしのよるに 〜ひみつのともだち〜 - Sparky Animation / 獏エンタープライズ
- アラタカンガタリ〜革神語〜 - サテライト /JM ANIMATION
- アラド戦記 - GK ENTERTAINMENT
- アラビアンナイト シンドバットの冒険 - 日本アニメーション
- アラフォー男の異世界通販 - イーストフィッシュスタジオ
- 荒ぶる季節の乙女どもよ。 - Lay-duce
- アリスSOS - J.C.STAFF
- ありすorありす - EMTスクエアード
- アリス・ギア・アイギス Expansion - ノーマッド
- アリス探偵局 - スタジオジュニオ
- アリソンとリリア - マッドハウス
- ありふれた職業で世界最強 - asread,WHITE FOX
  - ありふれた職業で世界最強 2nd season - studio MOTHER
  - ありふれた職業で世界最強 season 3 - asread.
- ある朝ダミーヘッドマイクになっていた俺クンの人生 - INDIVISION、EKACHI EPILKA
- ある魔女が死ぬまで
- アルカナ・ファミリア -La storia della Arcana Famiglia- - J.C.STAFF
- アルゴナビス from BanG Dream! - サンジゲン
- アルジェントソーマ - サンライズ
- アルスの巨獣 - 旭プロダクション
- アルスラーン戦記 - サンジケン
  - アルスラーン戦記 風塵乱舞 - ライデンフォルム
- アルテ - Seven Arcs
- アルドノア・ゼロ - A-1 Pictures、TROYCA
- アルプスの少女ハイジ - ズイヨー劇場
- アルプス物語 わたしのアンネット - 日本アニメーション
- アレクサンダー戦記 - マッドハウス
- アローエンブレム グランプリの鷹 - 東映動画
- アンゴルモア 元寇合戦記 - NAZ
- 暗殺教室（第1期）  - Lerche
  - 暗殺教室（第2期） - Lerche
- あんさんぶるスターズ! - david production
- アンジュ・ヴィエルジュ - SILVER LINK. / CONNECT
- アンダーニンジャ - 手塚プロダクション
- アンデス少年ペペロの冒険 - 和光プロ
- アンデッドアンラック - david production
- アンデッドガール・マーダーファルス- ラパントラック
- アンデルセン物語 - 虫プロダクション
- アンドロイド・アナ MAICO 2010 - グループ・タック、あにまる屋
- あんハピ♪ - SILVER LINK.
- あんみつ姫 - スタジオぴえろ

## い
- イーグルサム - ダックス・インターナショナル
- イエスタデイをうたって - 動画工房
- 家なき子 - 東京ムービー新社
- 家なき子レミ - 日本アニメーション
- 伊賀野カバ丸 - グループ・タック
- いきなりダゴン - 日本アニメーション
- いきものさん - ニューディアー
- 戦ー少女イクセリオン - AIC
- イクシオン サーガ DT - ブレインズ・ベース
- 行け!稲中卓球部 - キティ・フィルム
- イケてる2人 - J.C.STAFF
- 池袋ウエストゲートパーク - 動画工房
- 異国迷路のクロワーゼ The Animation - サテライト
- 石田とあさくら - ダックスプロダクション、HOT LINE
- 異種族レビュアーズ　-　パッショーネ
- 異修羅（第1期） - パッショーネ
  - 異修羅（第2期） - パッショーネ
- イジらないで、長瀞さん - テレコム・アニメーションフィルム
  - イジらないで、長瀞さん 2nd Attack - OLM TEAM INOUE
- いじわるばあさん（第1作） - ナック
  - いじわるばあさん（第2作） - エイケン
- いずれ最強の錬金術師? - スタジオコメット
- 異世界おじさん - Atelier Pontdarc
- 異世界かるてっと- KADOKAWA
  - 異世界かるてっと2 - KADOKAWA
- 異世界失格 - Atelier Pontdarc
- 異世界召喚は二度目です -  スタジオエル
- 異世界食堂 - SILVER LINK.
  - 異世界食堂2 - OLM
- 異世界スーサイド・スクワッド - WIT STUDIO
- 異世界チート魔術師 - エンカレッジフィルムズ
- 異世界でチート能力を手にした俺は、現実世界をも無双する〜レベルアップは人生を変えた〜 - ミルパンセ
- 異世界でもふもふなでなでするためにがんばってます。 - EMTスクエアード
- 異世界のんびり農家 - ゼロジー
- 異世界はスマートフォンとともに。 - プロダクション リード
  - 異世界はスマートフォンとともに。2 -  J.C.STAFF
- 異世界魔王と召喚少女の奴隷魔術 - 亜細亜堂
  - 異世界魔王と召喚少女の奴隷魔術Ω - 手塚プロダクション×オクルトノボル
- 異世界薬局 - ディオメディア
- 異世界ゆるり紀行 〜子育てしながら冒険者します〜 - EMTスクエアード
- 異世界ワンターンキル姉さん 〜姉同伴の異世界生活はじめました〜 - 月虹
- 磯部磯兵衛物語（第1期） - ギャザリング
  - 磯部磯兵衛物語（第2期） - ギャザリング
- 痛いのは嫌なので防御力に極振りしたいと思います。 - SILVER LINK.
  - 痛いのは嫌なので防御力に極振りしたいと思います。2 - SILVER LINK.
- いたずら天使チッポちゃん - フジテレビエンタープライズ
- イタズラなKiss - トムス・エンタテインメント
- 韋駄天翔（イダテンジャンプ） - トランス・アーツ
- 一期一会 恋バナ友バナ - フォーサム
- いちご100% - マッドハウス
- 苺ましまろ - 童夢
- いちばんうしろの大魔王 - アートランド
- いつか天魔の黒ウサギ - ゼクシズ
- 一騎当千 - J.C.STAFF
  - 一騎当千 Dragon Destiny - アームス
  - 一騎当千 Great Guardians - アームス
  - 一騎当千 XTREME XECUTOR - ティー・エヌ・ケー
  - 真・一騎当千 - アームス
- 一休さん - 東映動画
- 一球さん - 日本アニメーション
- 一週間フレンズ。 - ブレインズ・ベース
- 一発貫太くん - タツノコプロ
- 「1分間だけ触れてもいいよ…」シェアハウスの秘密ルール。- スタジオレオ
- いなかっぺ大将 - タツノコプロ
- イナズマイレブン - OLM
  - イナズマイレブンGO - OLM
  - イナズマイレブンGO クロノ・ストーン - OLM
  - イナズマイレブンGO ギャラクシー - OLM
  - イナズマイレブン アレスの天秤 - OLM
  - イナズマイレブン オリオンの刻印 - OLM
- いなり、こんこん、恋いろは。 - プロダクションアイムズ
- 頭文字D（イニシャルディー） - スタジオコメット、スタジオぎゃろっぷ
  - 頭文字D Second Stage - パステル
  - 頭文字D Fourth Stage - A.C.G.T
  - 頭文字D Fifth Stage - SynergySP
  - 頭文字D Final Stage - SynergySP
- イニミニマニモ - テレビ東京
- いぬかみっ! - セブン・アークス
- 犬神さんと猫山さん - セブン
- 犬と猫どっちも飼ってると毎日たのしい - Team Till Dawn
- 犬とハサミは使いよう - GONZO
- 妖狐×僕SS - david production
- 犬になったら好きな人に拾われた。- Quad
- 犬夜叉 - サンライズ
  - 犬夜叉 完結編 - サンライズ
- 異能バトルは日常系のなかで - TRIGGER
- イノセント・ヴィーナス - ブレインズ・ベース
- 今、そこにいる僕 - AIC
- 妹さえいればいい。 - SILVER LINK.
- 11eyes - 動画工房
- 色づく世界の明日から - P.A.WORKS
- いわかける!- Sport Climbing Girls - - BLADE

## う
- ヴァイオレット・エヴァーガーデン - 京都アニメーション
- ヴァイスクロイツ - アニメイトフィルム
- ヴァニタスの手記 - ボンズ
- 戦×恋（ヴァルラヴ） - フッズエンタテインメント
- ヴァンドレッド - GONZO
  - ヴァンドレッド the second stage - GONZO
- ヴァンパイア騎士 - スタジオディーン
  - ヴァンパイア騎士 Guilty - スタジオディーン
- ヴァンパイア男子寮 - スタジオブラン
- 吸血姫美夕（ヴァンパイア ミユ） - AIC
- ウィザード・バリスターズ 弁魔士セシル - アームス
- ヴィジュアルプリズン- A-1 Pictures
- ウィッチクラフトワークス - J.C.STAFF
- ウィッチブレイド（WITCHBLADE） - GONZO
- ヴィンランド・サガ - WIT STUDIO
- うーさーのその日暮らし - サンジゲン
  - うーさーのその日暮らし 覚醒編 - サンジゲン・ライデンフィルム
  - うーさーのその日暮らし 夢幻編 - サンジケン
- うえきの法則 - スタジオディーン
- 上野さんは不器用 - レスプリ
- ウエルベールの物語 〜Sisters of Wellber〜 - トランス・アーツ
  - ウエルベールの物語 第二幕 - トランス・アーツ
- 宇崎ちゃんは遊びたい! - ENGI
  - 宇崎ちゃんは遊びたい!ω - ENGI
- うさぎドロップ - Production I.G
- うさぎのマシュー - 勝鬨スタジオ
- ウサハナ 夢見るバレリーナ - 旭プロダクション
- うしおととら - MAPPA & VOLN
- 失われた未来を求めて - feel.
- うた∽かた - ハルフィルムメーカー
- うたの☆プリンスさまっ♪ マジLOVE1000% - A-1 Pictures
  - うたの☆プリンスさまっ♪ マジLOVE2000% - A-1 Pictures
  - うたの☆プリンスさまっ♪ マジLOVEレボリューションズ - A-1 Pictures
  - うたの☆プリンスさまっ♪ マジLOVEレジェンドスター - A-1 Pictures
- うたわれるもの - OLM TEAM IWASA
  - うたわれるもの 偽りの仮面 - WHITE FOX
  - うたわれるもの 二人の白皇 - WHITE FOX
- うちタマ?! 〜うちのタマ知りませんか?〜 - MAPPA、ラパントラック
- うちの会社の小さい先輩の話 - project No.9
- うちの3姉妹 - 東映アニメーション
- うちの師匠はしっぽがない - ライデンフィルム
- うちの娘の為ならば、俺はもしかしたら魔王も倒せるかもしれない。 - MAHO FILM
- うちのメイドがウザすぎる! - 動画工房
- 宇宙エース - タツノコプロ
- 宇宙海賊キャプテンハーロック - 東映動画
- 宇宙海賊ミトの大冒険 - トライアングルスタッフ
  - 宇宙海賊ミトの大冒険 2人の女王様♥ - トライアングルスタッフ
- 宇宙兄弟 - A-1 Pictures
- 宇宙空母ブルーノア - オフィスアカデミー
- 宇宙少年ソラン - TCJ
- うちゅう人 田中太郎 - スタジオ雲雀
- 宇宙戦艦ティラミス - GONZO
  - 宇宙戦艦ティラミスII - GONZO
- 宇宙戦艦ヤマト - オフィスアカデミー
  - 宇宙戦艦ヤマト2 - オフィスアカデミー
  - 宇宙戦艦ヤマト 新たなる旅立ち - オフィスアカデミー
  - 宇宙戦艦ヤマトIII - オフィスアカデミー
  - 宇宙戦艦ヤマト2199 - XEBEC
- 宇宙船サジタリウス - 日本アニメーション
- 宇宙戦士バルディオス - 葦プロ、国際映画社
- 宇宙大帝ゴッドシグマ - 東映、東映エージエンシー
- 宇宙なんちゃら こてつくん - ファンワークス
  - 宇宙なんちゃら こてつくん2 - ファンワークス
- 宇宙の騎士テッカマン - タツノコプロ
  - 宇宙の騎士テッカマンブレード - タツノコプロ
- 宇宙のステルヴィア - XEBEC
- 宇宙伝説ユリシーズ31 - 東京ムービー新社
- 宇宙パトロールホッパ（宇宙少年ジュン） - 東映動画
- 宇宙パトロールルル子 - TRIGGER
- 宇宙魔神ダイケンゴー - 東映、鳥プロ
- 有頂天家族 - P.A.WORKS
  - 有頂天家族2 - P.A.WORKS
- うどんの国の金色毛鞠 - ライデンフィルム
- うぽって!! - XEBEC
- ウマ娘 プリティーダービー - P.A.WORKS
  - ウマ娘 プリティーダービー Season 2 - スタジオKAI
  - うまよん - DMM.futureworks/ダブトゥーンスタジオ
  - ウマ娘 プリティーダービー ROAD TO THE TOP - CygamesPictures
  - ウマ娘 プリティーダービー Season 3 - スタジオKAI
- うみねこのなく頃に - Studio DEEN
- 海のトリトン - アニメーションスタッフルーム
- うみものがたり 〜あなたがいてくれたコト〜 - ZEXCS
- ウメ星デンカ - 東京ムービー、スタジオ・ゼロ
- 裏切りは僕の名前を知っている - J.C.STAFF
- 浦島坂田船の日常 -  GAINAX京都
- 裏世界ピクニック - LIDENFILMS×FelixFilm
- うらみちお兄さん - スタジオブラン
- 浦安鉄筋家族 - スタジオディーン
  - 毎度!浦安鉄筋家族 - スタジオディーン
- うらら迷路帖 - J.C.STAFF
- 浦和の調ちゃん - A-Real
- ウリクペン救助隊 - タツノコプロ、ユニマックス
- ウルヴァリン - マッドハウス
- うる星やつら（1981年版）- スタジオぴえろ、スタジオディーン
  - うる星やつら（2022年版）(第1期) - david production
  - うる星やつら（2022年版）(第2期) - david production
- ウルトラB - シンエイ動画
- ウルトラヴァイオレット CODE:044 - マッドハウス
- ウルトラマニアック - 葦プロ
- ウルトラマンキッズのことわざ物語 - ダックスインターナショナル
  - ウルトラマンキッズ 母をたずねて3000万光年 - ダックスインターナショナル

## え
アルファベットの「A」で始まるものについては「日本のテレビアニメ作品一覧 (アルファベット)#A」も参照、アルファベットの「E」で始まるものについては「日本のテレビアニメ作品一覧 (アルファベット)#E」も参照。
- エア・ギア - 東映アニメーション
- エアマスター - 東映アニメーション
- 永遠の831 - CRAFTER
- 英国一家、日本を食べる - ファンワークス
- 英國戀物語エマ（えいこくこいものがたり - ） - ぴえろ
  - 英國戀物語エマ 第二幕 - 亜細亜堂
- 映像研には手を出すな! - サイエンスSARU
- 18if - GONZO
- 86-エイティシックス- - A-1 Pictures
- エイトマン - TCJ
- 英雄王、武を極めるため転生す 〜そして、世界最強の見習い騎士♀〜 - スタジオコメット
- 英雄教室 - アクタス
- エースをねらえ! - 東京ムービー
- エガオノダイカ - タツノコプロ
- エグミレガシー - スタジオアウトリガー
- エスカ&ロジーのアトリエ 〜黄昏の空の錬金術士〜 - Studio五組
- エスタブライフ グレイトエスケープ - ポリゴン・ピクチュアズ
- エスパー魔美 - シンエイ動画
- 永久少年 Eternal Boys - ライデンフィルム
- エックスメン - マッドハウス
- エデンズボゥイ - スタジオディーン
- えとたま - 白組&エンカレッジフィルムズ
- 江戸っ子ボーイ がってん太助 - スタジオぴえろ
- 江戸前エルフ - C2C
- えびてん 公立海老栖川高校天悶部 - AIC Classic
- 衛宮さんちの今日のごはん - ufotable
- えむえむっ! - XEBEC
- エリア88 - グループ・タック
- エリアの騎士 - シンエイ動画
- エル・カザド - Bee Train
- エルドライブ - studioぴえろ
- エルフェンリート - ARMS
- エルフさんは痩せられない。 - Elias
- エルフを狩るモノたち - グループ・タック
  - エルフを狩るモノたちII - グループ・タック
- エレキング the Animation - 瑞鷹
- エレメンタル ジェレイド - XEBEC
- エレメントハンター - NHKエンタープライズ、ヒウォン・エンタテインメント
- エロマンガ先生 - A-1 Pictures
- 炎炎ノ消防隊 - david production
  - 炎炎ノ消防隊 弐ノ章 - david production
- エンジェル・ハート - トムス・エンタテインメント
- 円卓の騎士物語 燃えろアーサー - 東映動画
- エンドライド - ブレインズ・ベース
- えんどろ〜! - Studio五組
- 縁結びの妖狐ちゃん - 上海絵界文化伝播

## お
アルファベットの「O」で始まるものについては「日本のテレビアニメ作品一覧 (アルファベット)#O」も参照。
- 美味しんぼ - シンエイ動画
- 黄金戦士ゴールドライタン - タツノコプロ
- 黄金バット - 第一動画
- 黄金勇者ゴルドラン - サンライズ
- 王様ゲーム The Animation - セブン
- 王様ランキング - WIT STUDIO
  - 王様ランキング 勇気の宝箱 - WIT STUDIO
- 王室教師ハイネ - ブリッジ
- 王ドロボウJING - スタジオディーン
- 桜蘭高校ホスト部 - ボンズ
- オーイ! とんぼ - OLM
  - オーイ!とんぼ（第2期）- OLM
- お〜い!竜馬 - 日本ヘラルド映画、アニメーション21
- 大江戸ロケット - マッドハウス
- おおかみかくし - AIC
- オオカミさんと七人の仲間たち - J.C.STAFF
- オオカミ少女と黒王子 - TYOアニメーションズ
- 狼少年ケン - 東映動画
- 狼と香辛料 - IMAGIN
  - 狼と香辛料II - ブレインズ・ベース、マーヴィージャック
  - 狼と香辛料 MERCHANT MEETS THE WISE WOLF - パッショーネ
- おおきく振りかぶって - A-1 Pictures
  - おおきく振りかぶって 〜夏の大会編〜 - A-1 Pictures
- オーバーテイク! - TROYCA
- おーばーふろぉ - studio HōKIBOSHI
- オーバーロード - マッドハウス
  - オーバーロードⅡ - マッドハウス
  - オーバーロードⅢ - マッドハウス
  - オーバーロードⅣ - マッドハウス
- 大家さんと僕 - ファンワークス
- 大家さんは思春期! - セブン・アークス・ピクチャーズ
- 大雪海のカイナ - ポリゴン・ピクチュアズ
- お買いものパンダ! - シンエイ動画
- おかしな転生 - SynergySP
- オカルティックナイン - A-1 Pictures
- 沖縄で好きになった子が方言すぎてツラすぎる - ミルパンセ
- おくさまが生徒会長! - セブン
  - おくさまが生徒会長!+! - セブン
- おくさまは女子高生 - マッドハウス、ゑにっく
- 奥さまは魔法少女 - J.C.STAFF
- おこしやす、ちとせちゃん - ギャザリング
- お酒は夫婦になってから - Creators in Pack
- 幼なじみが絶対に負けないラブコメ - 動画工房
- おしえて! ギャル子ちゃん - feel.
- おしえて北斎!-THE ANIMATION- - コミックス・ウェーブ・フィルム
- 推しが武道館いってくれたら死ぬ - エイトビット
- 【推しの子】（第1期） - 動画工房
  - 【推しの子】（第2期） - 動画工房
- おじさんとマシュマロ - Creators in Pack
- おジャ魔女どれみ - 東映アニメーション
  - おジャ魔女どれみ♯ - 東映アニメーション
  - も〜っと! おジャ魔女どれみ - 東映アニメーション
  - おジャ魔女どれみドッカ〜ン! - 東映アニメーション
  - おジャ魔女どれみナ・イ・ショ - 東映アニメーション
- おじゃまんが山田くん - 土田プロ
- おじゃる丸 - ぎゃろっぷ
- お嬢と番犬くん - project No.9
- おしりかじり虫（第1期） - キネマシトラス
  - おしりかじり虫（第2期） - キネマシトラス
  - おしりかじり虫（第3期） - キネマシトラス
  - おしりかじり虫（第4期） - キネマシトラス
- おしりたんてい（第1期） - 東映アニメーション
  - おしりたんてい（第2期） - 東映アニメーション
  - おしりたんてい（第3期） - 東映アニメーション
  - おしりたんてい（第4期） - 東映アニメーション
  - おしりたんてい（第5期） - 東映アニメーション
  - おしりたんてい（第6期） - 東映アニメーション
  - おしりたんてい（第7期） - 東映アニメーション
  - おしりたんてい（第8期） - 東映アニメーション
- オズの魔法使い - パンメディア
- オズマ - LandQ Studios、GONZO
- おそ松くん（第1作） - スタジオ・ゼロ、チルドレンズ・コーナー
  - おそ松くん（第2作） - スタジオぴえろ
- おそ松さん（第1期） - studioぴえろ
  - おそ松さん（第2期） - studioぴえろ
  - おそ松さん（第3期） - studioぴえろ
- おたのしみアニメ劇場 - スタジオ・ゼロ
- 織田シナモン信長 - スタジオ サインポスト
- 織田信奈の野望 - Studio五組、マッドハウス
- おちこぼれフルーツタルト - feel.
- オチビサン - スタジオカラー
- お茶犬〜ちょこっとものがたり〜 - フォーサム
- おちゃめ神物語コロコロポロン - 国際映画社
- おちゃめなふたご クレア学院物語 - 東京ムービー新社
- オッドタクシー - P.I.C.S.、OLM Team Yoshioka
- おでんくん - エッグ
- おとぎ銃士 赤ずきん - マッドハウス
- おとぎストーリー 天使のしっぽ - 東京キッズ
- お伽草子 - Production I.G
- 男一匹ガキ大将 - 東京テレビ動画
- 男どアホウ甲子園 - 東京テレビ動画
- オトッペ - pH studio
- おとなの防具屋さん - IMAGICA Lab.
  - おとなの防具屋さんII - IMAGICA Lab.
- おとなりに銀河 - 旭プロダクション
- お隣の天使様にいつの間にか駄目人間にされていた件 - project No.9
- 乙女ゲー世界はモブに厳しい世界です - ENGI
- 乙女ゲームの破滅フラグしかない悪役令嬢に転生してしまった… - SILVER LINK.
  - 乙女ゲームの破滅フラグしかない悪役令嬢に転生してしまった…X - SILVER LINK.
- 乙女はお姉さまに恋してる（おとめはボクに - ） - feel.
- おとめ妖怪 ざくろ - J.C.STAFF
- 踊り子クリノッペ - TYOアニメーションズ
- おどるモワイくん - モンスターズエッグ
- おにいさまへ… - 手塚プロ
- お兄ちゃんだけど愛さえあれば関係ないよねっ - SILVER LINK.
- お兄ちゃんのことなんかぜんぜん好きじゃないんだからねっ!! - ZEXCS
- お兄ちゃんはおしまい! - スタジオバインド
- おにぱん! - WIT STUDIO
- お姉ちゃんが来た - C2C
- おねがい!サミアどん - 東京ムービー
- おねがい☆ティーチャー - 童夢
  - おねがい☆ツインズ - 童夢
- おねがいマイメロディ - スタジオコメット
  - おねがいマイメロディ 〜くるくるシャッフル!〜 - スタジオコメット
  - おねがいマイメロディ すっきり♪ - スタジオコメット
  - おねがい♪マイメロディ きららっ★ - スタジオコメット
- おばけずかん - ファンワークス
  - おばけずかん! - ファンワークス
- オバケのQ太郎（第1作） - 東京ムービー、スタジオ・ゼロ
  - 新オバケのQ太郎（第2作） - 東京ムービー、オカスタジオ
  - オバケのQ太郎（第3作） - シンエイ動画
- おばけのホーリー - スタジオジュニオ
- おはよう!スパンク - 東京ムービー
- オフサイド - 葦プロダクション
- おへんろ。～八十八歩記～ - ufotable
- おぼっちゃまくん - シンエイ動画
- お前はまだグンマを知らない - 旭プロダクション
- おまかせスクラッパーズ - ACCプロダクション
- おまかせ!みらくるキャット団 - OLM、小学館集英社プロダクション
- おまもりひまり - ZEXCS
- 臣士魔法劇場 リスキー☆セフティ - A.P.P.P.
- おもいっきり科学アドベンチャー そーなんだ! - OLM TEAM IWASA
- 想いのかけら - 福島ガイナックス
- 親指トム - ヴィデオクラフト
- おやゆび姫物語 - メルヘン社
- オヨネコぶーにゃん - APUスタジオ
- おらぁグズラだど - タツノコプロ
- オリエント - A・C・G・T
- オルタンシア・サーガ - ライデンフィルム
- 俺がお嬢様学校に「庶民サンプル」としてゲッツされた件 - SILVER LINK.
- 俺が好きなのは妹だけど妹じゃない - NAZ × マギア・ドラグリエ
- オレカバトル - OLM、XEBEC
- 俺だけ入れる隠しダンジョン - オクルトノボル
- 俺だけレベルアップな件 - A-1 Pictures
  - 俺だけレベルアップな件 Season 2 -Arise from the Shadow- - A-1 Pictures
- 俺たちに翼はない - NOMAD
- 俺たちゃ妖怪人間 - DLE
  - 俺たちゃ妖怪人間G - DLE
- 俺、ツインテールになります。 - プロダクションアイムズ
- 俺の妹がこんなに可愛いわけがない - AIC Build
  - 俺の妹がこんなに可愛いわけがない。 - A-1 Pictures
- 俺の彼女と幼なじみが修羅場すぎる - A-1 Pictures
- 俺の脳内選択肢が、学園ラブコメを全力で邪魔している - ディオメディア
- おれは直角 - スタジオぴえろ
- おれは鉄兵 - 日本アニメーション
- 俺物語!! - マッドハウス
- 俺を好きなのはお前だけかよ - CONNECT
- オレん家のフロ事情 - 旭プロダクション
- 愚かな天使は悪魔と踊る - Children's Playground Entertainment
- おろしたてミュージカル 練馬大根ブラザーズ - スタジオ雲雀
- 終わりのセラフ - WIT STUDIO
- オンエアできない! - 神南スタジオ、スペースネコカンパニー
- 音楽少女 - スタジオディーン
- 温泉幼精ハコネちゃん - 旭プロダクション、プロダクションリード
- 陰陽大戦記 - サンライズ